# N784 (België)
De N784 is een gewestweg in de Belgische provincies Limburg. Deze weg vormt de verbinding tussen Borgloon en Liek.
De totale lengte van de N784 bedraagt ongeveer 11 kilometer.
De route begint in Borgloon-Centrum bij de N79a en kruist vervolgens met een rotonde de N79. Nadat de in Heers de N3 heeft gekruist, eindigt de route vlak voor het plaatsje Liek. Dit is precies op de grens tussen Vlaanderen en Wallonië.

## Plaatsen langs de N784
- Borgloon
- Gutschoven
- Veulen
- Heers
- Opheers